# Palmera (Spagna)
Palmera è un comune spagnolo di 618 abitanti situato nella comunità autonoma Valenciana.